# Immaculada Cerdà Sanchis
Immaculada Cerdà Sanchis (Algemesí, 17 de maig de 1965) és tècnica lingüística, filòloga i docent, acadèmica de l'Acadèmia Valenciana de la Llengua.
És tècnica lingüística de la Diputació de València des de 1990, i cap de la Unitat de Normalització Lingüística des de 2000. Com a responsable d'aquesta Unitat efectua tasques d'assessorament, planificació i control del pressupost. Col·labora amb altres institucions com ara l'AVL, la Universitat de València, la Universitat Politècnica de València, la Conselleria de Cultura, l'Escola Superior d'Art i Disseny, entre d'altres.
Al març de l'any 2016 fou elegida acadèmica a l'AVL, i prengué possessió el  5 de juliol d'aquell any, sent juntament amb Carme Miquel, una de les tres úniques acadèmiques de la institució en aquell moment. Al 2019 l'Ajuntament d'Algemesí li va concedir el seu Guardó d'Honor, que fou lliurat el 20 de gener, per la seua «dedicada defensa, promoció i dignificació del valencià en tots els àmbits».